# Kenny Thompson
Kenny Thompson (Borgerhout, 26 april 1985) is een Belgisch voetbaltrainer en voormalig voetballer. Thompson speelde in Eerste klasse voor Germinal Beerschot, KAA Gent, Lierse SK, KSV Roeselare en Oud-Heverlee Leuven.

## Spelerscarrière
Thompson begon zijn jeugdopleiding bij Berchem Sport. Via Germinal Ekeren belandde hij in 1999 bij Germinal Beerschot, waar hij op 11 mei 2003 zijn officiële debuut maakte in het eerste elftal tijdens de competitiewedstrijd tegen RAEC Bergen (4-0). Het bleef dat seizoen bij één officiële wedstrijd. Ook in het seizoen 2003/04 mocht Thompson slechts één keer opdraven: tijdens de heenronde mocht hij even invallen in de stadsderby tegen Antwerp FC. Het seizoen daarop kreeg hij al wat meer kansen en was zelfs één keer titularis.
In 2005 maakte Thompson de overstap naar AA Gent. In de heenronde van het seizoen 2005/06 kwam hij meermaals aan de aftrap, maar in de terugronde verloor hij zijn basisplaats aan Nicolas Lombaerts. Het seizoen daarop schommelden zijn speelkansen opnieuw, waardoor Lierse SK hem op 31 januari 2007 voor de rest van het seizoen op huurbasis overnam. Nadien werd Thompson voor één seizoen uitgeleend aan KSV Roeselare, waar hij uitgroeide tot een vaste waarde in het elftal en enkele uiterst belangrijke doelpunten scoorde.
In 2008 keerde hij terug naar AA Gent. Ditmaal werd hij onder trainer Michel Preud'homme een vaste waarde: in twee seizoenen speelde hij 45 competitiewedstrijden voor de Gentenaars. In het seizoen 2009/10 werd Thompson met Gent vicelandskampioen en won hij de Beker van België na een 3-0-overwinning tegen Cercle Brugge in de finale. De linksback speelde de volledige finale. Het seizoen daarop kreeg hij van Preud'hommes opvolger Francky Dury nog wel speelkansen in de competitie, maar in de Europa League kreeg hij geen kans omdat Dury hem niet had opgenomen op de Europese spelerslijst.
Op 27 januari 2011 raakte bekend dat Thompson opnieuw voor Lierse SK ging spelen. Hij ondertekende een contract voor tweeënhalf jaar bij de Pallieters. Lierse stond op dat moment nog op een degradatieplaats, maar op de slotspeeldag van de reguliere competitie wist Thompson het behoud met Lierse te verzekeren na een 0-0-gelijkspel tegen Club Brugge.
Toen Thompson een jaar later ondanks een nog lopend contract mocht vertrekken bij Lierse, ondertekende hij eind april 2012 een contract voor drie seizoenen bij Oud-Heverlee Leuven. Na twee seizoenen degradeerde Thompson met OHL naar Tweede klasse, om vervolgens na één seizoen al mee de terugkeer naar Eerste klasse te forceren. Thompson promoveerde echter niet mee, want toen OHL 
zich opmaakte voor de eindronde voor promotie naar de Jupiler Pro League raakte bekend dat Thompson een contract voor twee jaar had ondertekend bij neo-derdeklasser FCO Beerschot Wilrijk.
Na twee seizoenen bij Beerschot Wilrijk, waarin hij twee keer promoveerde, kondigde Thompson aan dat hij stopte met profvoetbal. De toen 32-jarige verdediger trok naar KFC Nijlen, dat toen uitkwam in Derde klasse amateurs. Door een zware knieblessure moest Thompson de schoenen al snel aan de haak hangen, waarop Nijlen in maart 2018 liet weten dat hij vanaf het seizoen 2018/19 assistent-trainer zou worden bij de club.

## Erelijst
- bij Germinal Beerschot:

winnaar Beker van België (1): 2005
- bij KAA Gent:

winnaar Beker van België (1): 2010

## Statistieken
| Seizoen         | Club               | Competitie        | Competitie | Competitie | Play-off I | Play-off I | Play-off II | Play-off II | Play-off III / Eindr. | Play-off III / Eindr. | Beker | Beker | Supercup | Supercup | Europees | Europees | Totaal | Totaal |
| Seizoen         | Club               | Competitie        | Wed.       | Dlp.       | Wed.       | Dlp.       | Wed.        | Dlp.        | Wed.                  | Dlp.                  | Wed.  | Dlp.  | Wed.     | Dlp.     | Wed.     | Dlp.     | Wed.   | Dlp.   |
| --------------- | ------------------ | ----------------- | ---------- | ---------- | ---------- | ---------- | ----------- | ----------- | --------------------- | --------------------- | ----- | ----- | -------- | -------- | -------- | -------- | ------ | ------ |
| 2002/03         | Germinal Beerschot | Eerste Klasse     | 1          | 0          | nvt        | nvt        | nvt         | nvt         | nvt                   | nvt                   | 0     | 0     | --       | --       | --       | --       | 1      | 0      |
| 2003/04         | Germinal Beerschot | Eerste Klasse     | 1          | 0          | nvt        | nvt        | nvt         | nvt         | nvt                   | nvt                   | 0     | 0     | --       | --       | --       | --       | 1      | 0      |
| 2004/05         | Germinal Beerschot | Eerste Klasse     | 5          | 0          | nvt        | nvt        | nvt         | nvt         | nvt                   | nvt                   | 3     | 1     | --       | --       | --       | --       | 8      | 1      |
| 2005/06         | KAA Gent           | Eerste Klasse     | 19         | 1          | nvt        | nvt        | nvt         | nvt         | --                    | --                    | 1     | 0     | --       | --       | 1        | 0        | 21     | 1      |
| 2006/07         | KAA Gent           | Eerste Klasse     | 10         | 0          | nvt        | nvt        | nvt         | nvt         | --                    | --                    | 1     | 0     | --       | --       | 1        | 0        | 12     | 0      |
| 2006/07         | K. Lierse SK       | Eerste Klasse     | 8          | 0          | nvt        | nvt        | nvt         | nvt         | 4                     | 0                     | 0     | 0     | --       | --       | --       | --       | 12     | 0      |
| 2007/08         | KSV Roeselare      | Eerste Klasse     | 30         | 5          | nvt        | nvt        | nvt         | nvt         | nvt                   | nvt                   | 1     | 1     | --       | --       | --       | --       | 31     | 6      |
| 2008/09         | KAA Gent           | Eerste Klasse     | 25         | 1          | nvt        | nvt        | nvt         | nvt         | --                    | --                    | 2     | 0     | --       | --       | 2        | 0        | 29     | 1      |
| 2009/10         | KAA Gent           | Eerste Klasse     | 15         | 0          | 5          | 0          | --          | --          | --                    | --                    | 3     | 0     | --       | --       | 1        | 0        | 24     | 0      |
| 2010/11         | KAA Gent           | Eerste Klasse     | 14         | 0          | 0          | 0          | --          | --          | --                    | --                    | 0     | 0     | 1        | 0        | 2        | 0        | 17     | 0      |
| 2010/11         | K. Lierse SK       | Eerste Klasse     | 7          | 1          | --         | --         | 6           | 0           | --                    | --                    | 0     | 0     | --       | --       | --       | --       | 13     | 1      |
| 2011/12         | K. Lierse SK       | Eerste Klasse     | 12         | 0          | --         | --         | 3           | 0           | --                    | --                    | 1     | 0     | --       | --       | --       | --       | 16     | 0      |
| 2012/13         | OH Leuven          | Eerste Klasse     | 20         | 0          | --         | --         | 2           | 0           | --                    | --                    | 1     | 0     | --       | --       | --       | --       | 23     | 0      |
| 2013/14         | OH Leuven          | Eerste Klasse     | 26         | 0          | --         | --         | 0           | 0           | 5                     | 0                     | 1     | 0     | --       | --       | --       | --       | 32     | 0      |
| 2014/15         | OH Leuven          | Tweede Klasse     | 6          | 0          | --         | --         | --          | --          | 4                     | 0                     | 0     | 0     | --       | --       | --       | --       | 10     | 0      |
| 2015/16         | Beerschot Wilrijk  | Derde Klasse      | 8          | 0          | --         | --         | --          | --          | --                    | --                    | ?     | ?     | --       | --       | --       | --       | 8      | 0      |
| 2016/17         | Beerschot Wilrijk  | Eerste klasse am. | 10         | 0          | --         | --         | --          | --          | 1                     | 0                     | 1     | 0     | --       | --       | --       | --       | 12     | 0      |
| 2016/17         | KFC Nijlen         | Derde klasse am.  | 10         | 4          | --         | --         | --          | --          | 0                     | 0                     | 0     | 0     | --       | --       | --       | --       | 10     | 4      |
| Carrière totaal | Carrière totaal    | Carrière totaal   | 233        | 12         | 5          | 0          | 11          | 0           | 10                    | 0                     | 13    | 2     | 1        | 0        | 7        | 0        | 278    | 14     |

## Trainerscarrière
Thompson startte het seizoen 2018/19 als T2 van KFC Nijlen. In december 2018 werd hij hoofdtrainer van de club. Nijlen degradeerde op het einde van het seizoen naar Eerste provinciale, maar Thompson behield het vertrouwen van het bestuur.

## Trivia
- Kenny Thompson scoorde in 2014 een internethit toen Filip Joos in het VRT-praatprogramma Extra Time een fragment liet zien waarin de verdediger en akikdadoen ist roewd riep naar de scheidsrechter na een fout van een SV Zulte Waregem-speler op hem (in zijn Antwerps dialect zei hij plat: Als ik dat doe, krijg ik gegarandeerd een rode kaart).[7]